# Meghila
Meghila là một đô thị thuộc tỉnh Tiaret, Algérie. Dân số thời điểm năm 2002 là 2.648 người.